# Осада Акерсборга
Осада Акерсборга произошла в конце декабря 1308 года во время Войны шведских братьев и была первой попыткой завоевания неприступного замка Акерсхус, который был основан незадолго до этого в 1299 году.

## Предыстория
В начале XIV века в Швеции началась борьба между королём Швеции Биргером Магнуссоном и его братьями герцогами Эриком и Вальдемаром Магнуссонами. В эту войну были втянуты короли Норвегии и Дании. Короля Биргера поддерживал его тесть Эрик V Датский. Хакон V Норвежский хотел вернуть крепость Варберг и также заключил союз король с королём Эриком V, а сыну Биргера — Магнусу Биргерссону обещал свою дочь-наследницу Ингеборгу. В результате новых боевых действий герцог Эрик Магнуссон совершил поход на окрестности Осло.

## Замок
Крепость Акерсхус была построена между 1299 и 1304 годами Хоконом V Магнуссоном на мысе Акерснесет за пределами города Осло. Уже в 1308 году это было современное укрепление, состоящее из мощной замковой башни с двумя внутренними дворами по обе стороны от центра. Крепость была расположена на самой высокой точке на западной стороне мыса, так, что со стороны моря находился обрыв. Вокруг двух внутренних дворов были построены два больших крыла, которые служили королевской резиденцией, а также три крепостные башни поменьше. Конструкция замка была продвинутой для своего времени.

## Осада
Для шведского осадного обоза крепость Акерсхус оказалась сильным противником. Но осада, начавшаяся на Рождество 1308 года, едва не привела к сдаче. Король Хакон V, желая помочь крепости, послал ей на помощь армию из 3000 вооруженных бондов. Но в битве при Осло 1308 года, состоявшейся накануне 1309 года, норвежское войско проиграло. Это угрожало сдачей крепости, но герцог Эрик Магнуссон заболел и его войско отступило. Хакон V Норвежский воспользовался этим и стал совершать набеги на владения герцога Эрика. Но потом король Норвегии примирился с герцогом и даже выдал за него дочь Ингеборгу.
Шведская осада Акерсборга была первой из десяти осад крепости, ни одна из которых не увенчалась успехом. В последний раз Акерсхус брал в осаду шведский король Карл XII в 1716 году. Несмотря на то, что за всю свою историю крепость ни разу не сдалась в результате прямых атак противника, она несколько раз переходила под контроль других государств «непрямыми» методами — в результате утраты Норвегией независимости.

## Комментарии
1. ↑  В 20—40 годах XIV века крепость Акерсхус также официально называлась Акерсборг. Это название считалось вычурным и не прижилось в разговорной речи. В последний раз название «Акерсборг» было использовано в 1377 году[1].